# Negocjacje z ogłoszeniem
Negocjacje z ogłoszeniem – tryb udzielenia zamówienia publicznego, w którym po publicznym ogłoszeniu o zamówieniu, zamawiający zaprasza wykonawców dopuszczonych do udziału w postępowaniu do składania ofert wstępnych niezawierających ceny, prowadzi z nimi negocjacje, a następnie zaprasza ich do składania ofert. 
Tryb ten możliwy jest do zastosowania w przypadkach wymienionych w art. 153 ustawy Prawo zamówień publicznych (w szczególności gdy nie można z góry określić szczegółowych cech zamawianych usług).
Jest to tryb postępowania kilkuetapowy:
- zamawiający publikuje ogłoszenie o postępowaniu,
- wykonawcy składają wnioski o dopuszczenie do udziału w postępowaniu, na podstawie których zamawiający kwalifikuje określoną ich liczbę do dalszego udziału w postępowaniu,
- wykonawcy składają oferty wstępne,
- zamawiający i wykonawcy prowadzą negocjacje (które nie mogą dotyczyć ceny za wykonanie zamówienia),
- zamawiający może zmienić niektóre warunki realizacji przedmiotu zamówienia i zaprasza wykonawców do składania ofert.